# Sugár Károly
Sugár Károly; Storbek Károly Ferenc (Budapest, 1882. november 2. – Budapest, 1936. július 30.) magyar színész, tanár.

## Életútja
Storbek Károly és Hoffer Anna fia. Középiskoláit Temesvárott végezte. Námesztón lépett a színipályára 1901-ben, Fekete Bélánál, vándorszínész volt. Azonban a művészi vágytól vezéreltetve, tehetségét tovább kívánta képezni és ezért beiratkozott a színészakadémiára, ahol már kezdetben is magára vonta tanárai figyelmét. 1909-ben diplomázott. A színiakadémián és vándorlása idején is Konkoly Károly néven szerepelt. Tóth Imre szerződtette a Nemzeti Színházhoz. 1913. október 9-én Budapesten, az Erzsébetvárosban feleségül vette a nála kilenc évvel fiatalabb Pichlmayer Teréziát, 1919-ben elváltak. Közben kitört az első világháború, be kellett vonulnia a 32-esekhez. Harcolt a hazáért orosz fronton és mint szibériai fogoly Taskend mellett ólombányában kellett dolgoznia. Később Ambrus Zoltán a Nemzeti Színházhoz szerződtette, ahol első szerepe Lengyel Menyhért Sancho Panza királysága című vígjátékában Don Quijote volt. 1922 őszén a Renaissance Színház szerződtette, de onnan nemsokára ismét visszatért a Nemzeti Színházhoz, ahol mint jellemszínész általános megbecsülésnek örvendett. Egészen haláláig játszott az intézményben. Szerepelt még a Városi és a Király Színházban is. Pálmay Ilka színésziskolájában oktatott drámai gyakorlatot, dramaturgiát és irodalomtörténetet.

## Fontosabb színházi szerepei
- Don Quijote (Lengyel Menyhért: Sancho Panza királysága)
- Wulkow (Hauptmann: A bunda)
- Caliban (Shakespeare: A vihar)
- Lucifer (Madách Imre: Az ember tragédiája)
- Harpagon (Molière: A fösvény)
- Mendoza (Shaw: Tanner John házassága)
- Palóc (Herczeg Ferenc: Ocskay brigadéros)
- Cleante (Képzelt beteg)
- Spiegelberg (Haramiák)
- Gyalu (Szentivánéji álom)
- Princ (Vén gazember)
- Kovács Pál (Dr. Nikodémusz)
- Pennás Muki (Piros bugyelláris)
- Don Jósé (Don Caesar)
- Csernay (Három testőr)
- Vadius (Tudós nők)
- Sganarelle (Szerelem mint orvos)
- Just (Barnhelm Minna)
- Krogstadt (Nóra)
- Havranek ezredes (A híd)

## Filmszerepei
- Tamás úrfi kalandjai (1918)
- A színésznő (1920)
- A megbűvöltek (1921) – Tatár szolga
- New-York express kábel (1921)
- Veszélyben a pokol (1921) – Belzebub
- A cornevillei harangok (1921) – Gáspár apó
- Az őrszem (1924)
- Élet, halál, szerelem (1929)
- A vén gazember (1932, magyar-német) – Borly Gáspár intéző

## Díjai, elismerései
- Greguss-díj (1922)